# Igreja Matriz de Góis
A Igreja Matriz de Góis ou Igreja de Santa Maria Maior (séc. XV – XIX) é um templo católico localizado em Góis, Distrito de Coimbra.
Localizada no extremo sul da vila de Góis, a Igreja Matriz de Góis está classificada como Monumento Nacional desde 1910.

## Historial / Características
A Igreja Matriz de Góis foi instituída em 1415 como sede de colegiada. Viria a sofrer alterações profundas ao longo de diversas campanhas de obras nos séculos subsequentes, que lhe deram a configuração presente. Uma das mais significativas teve lugar no século XVI, depois de D. Luís da Silveira, 1.º conde de Sortelha e senhor de Góis, ter fixado residência na vila. Em 1529 o conde firmou contrato com Diogo de Castilho relativo à conceção e construção de uma nova capela-mor, onde viria a ser integrado o panteão da família Silveira.
A igreja, de uma nave única com teto em madeira, possui duas capelas laterais, tendo sido a do lado do Evangelho (à esquerda do celebrante quando este se encontra de frente para o altar), instituída no século XVII pela família Barreto. A fachada e a torre sineira, que se encontra separada do corpo da igreja, datam da segunda metade do século XIX, tendo substituído as anteriores, danificadas pelo terramoto de 1755.

### Capela-mor e túmulo de D. Luís da Silveira
Coberta por abóbada de nervuras, a capela-mor foi executada pela oficina de Diogo de Castilho, sendo a primeira obra documentada onde laborou Diogo de Torralva; o retábulo integra pinturas do século XVI com figurações de S. Pedro, S. Paulo, Nossa Senhora da Assunção, e uma Adoração dos Magos. A capela-mor é ampla, apresentando inúmeras referências ao mecenas da obra (tanto no túmulo do senhor de Góis como na abóbada e na pia batismal, foram esculpidos os diversos escudos de família). No espaço da capela, em campa rasa, está sepultado D. Nuno da Silveira, pai do instituidor e, na parede do lado da Epístola, foram abertos dois arcossólios que albergam arcas tumulares.
Do lado do Evangelho foi edificado o notável túmulo de D. Luís da Silveira, uma obra de linguagem erudita, demonstrando um sentido de purismo clássico. Na ausência de documentação precisa, existe alguma controvérsia quanto à autoria desse conjunto, que poderá ser de Diogo de Torralva (ou de João de Ruão); também não existe unanimidade na atribuição da estátua orante do conde, que poderá ter sido executada por Hodart. A arca tumular insere-se num arco ladeado por pilastras, enquadrando a estátua orante de D. Luís da Silveira. O programa decorativo do conjunto está repleto de motivos grotescos de raiz romana, medalhões com bustos e figuras de anjos. "A escultura funerária mostra-nos D. Luís da Silveira ajoelhado em oração, envergando a sua armadura de cavaleiro, com o elmo aos pés, e um livro aberto sobre uma banqueta, com uma inscrição retirada do Livro dos Salmos".

## Galeria

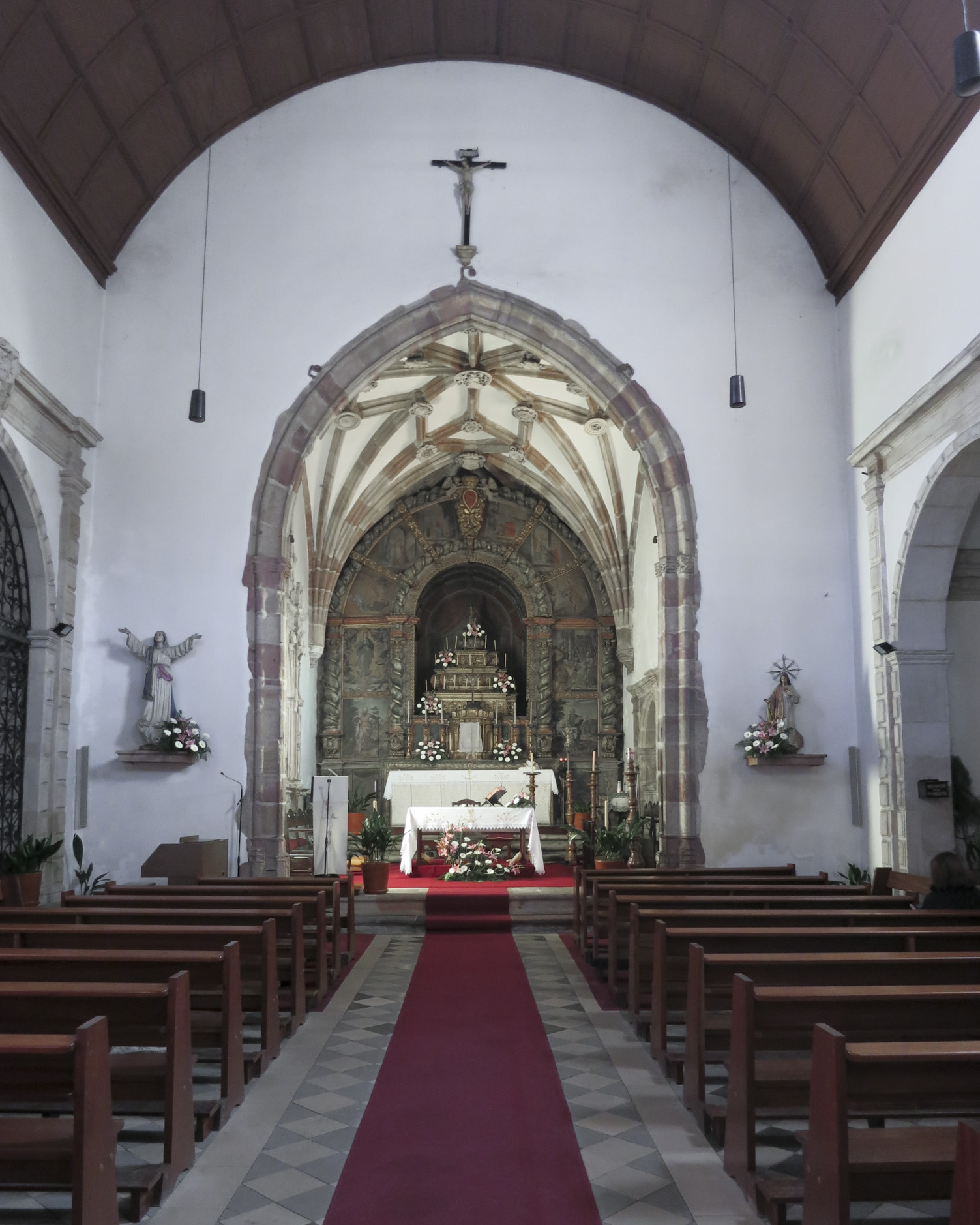
Igreja Matriz de Góis
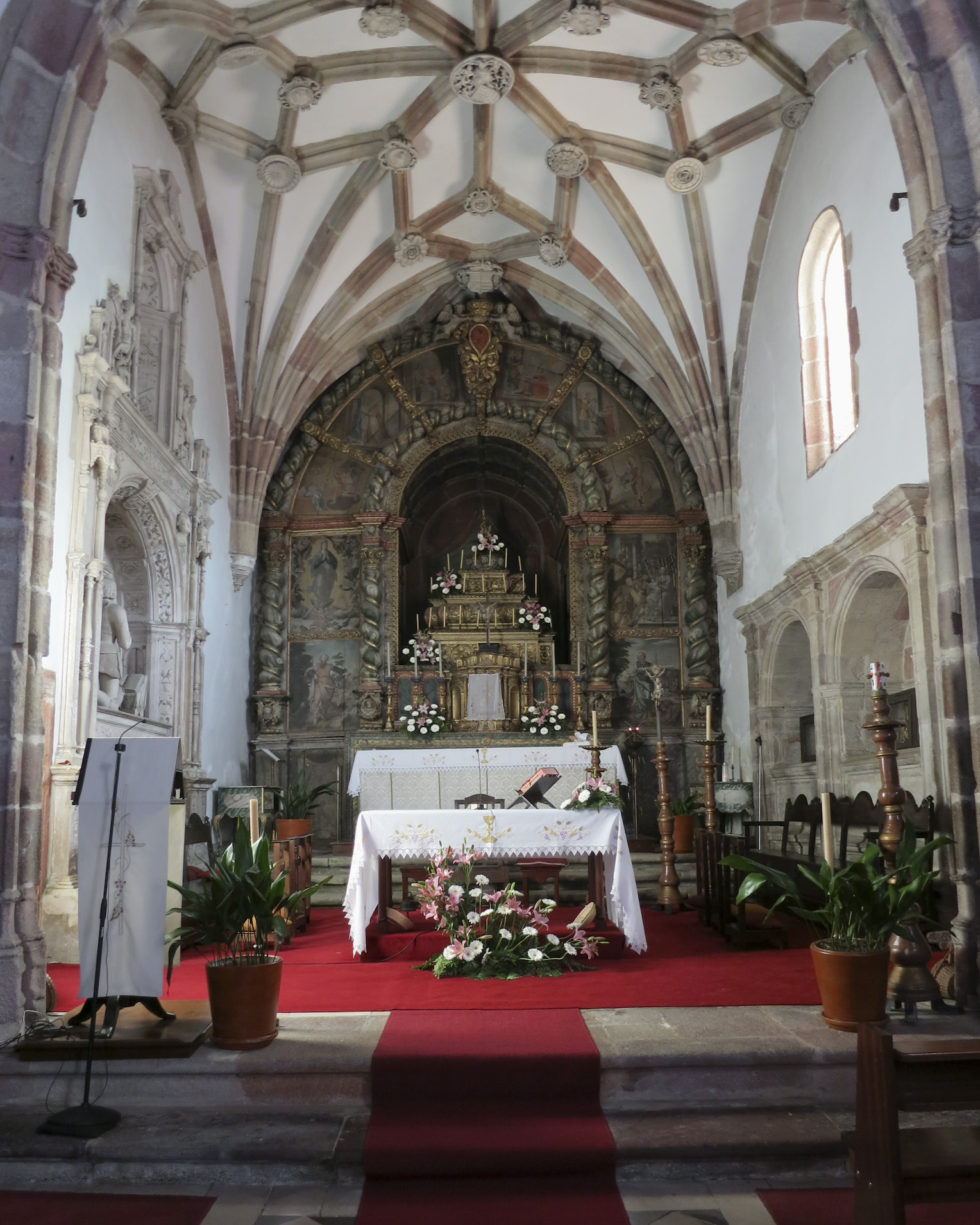
Capela-mor
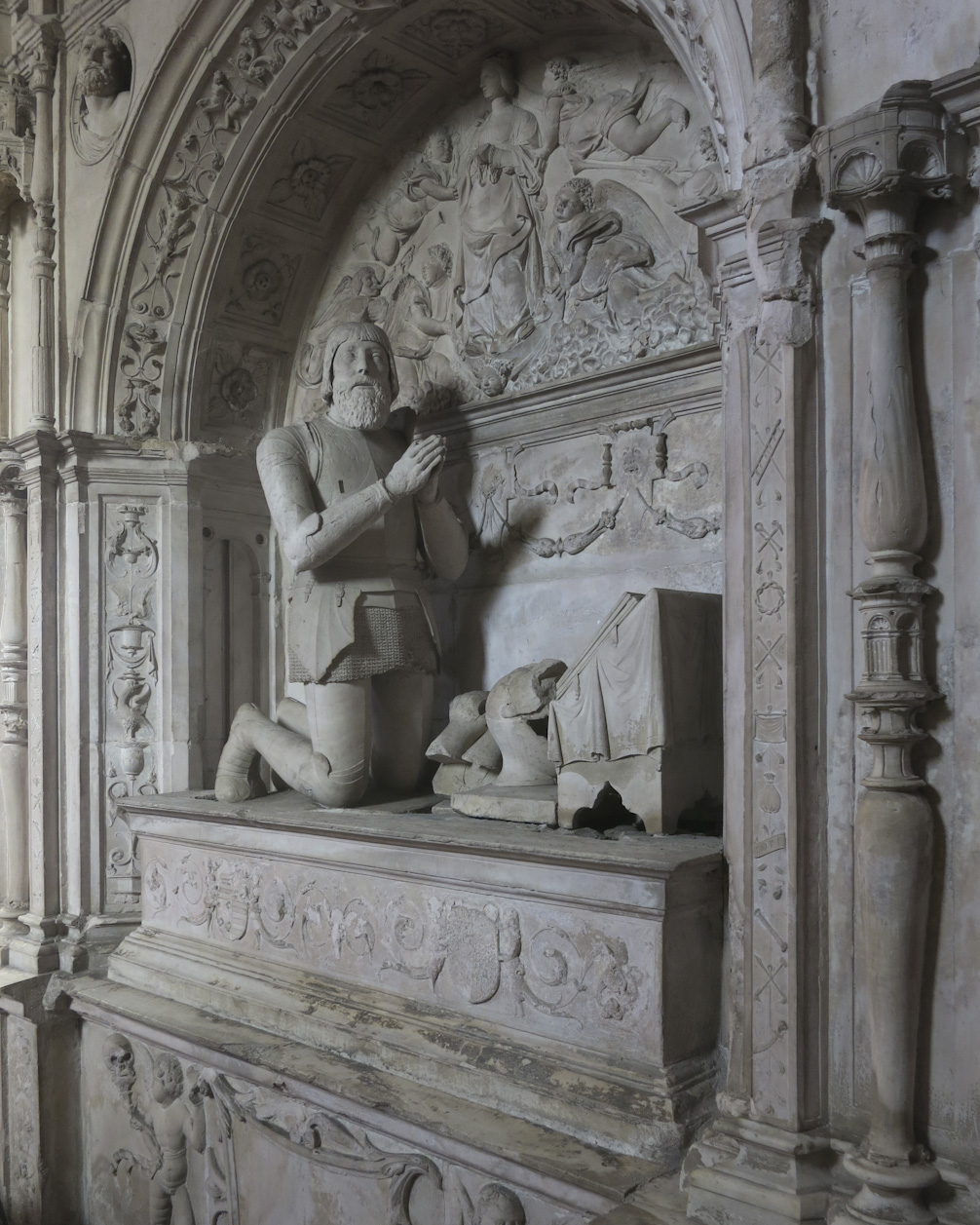
Túmulo de D. Luís da Silveira